# ديف دانفورث
ديف دانفورث (بالإنجليزية: Dave Danforth)‏ هو لاعب كرة قاعدة أمريكي، ولد في 7 مارس 1890 في غرانغر في الولايات المتحدة، وتوفي في 19 سبتمبر 1970 في بالتيمور في الولايات المتحدة.

## وصلات خارجية
- ديف دانفورث على موقعبيزبول رفرنس.كوم (الدوري الرئيسي) (الإنجليزية)
- ديف دانفورث على موقعبيزبول رفرنس.كوم (الدوري الثانوي) (الإنجليزية)
- ديف دانفورث على موقع جمعية أبحاث البيسبول الأمريكية (الإنجليزية)